# Kermen
Kermen (bułg. Кермен) – miasto w Bułgarii, w obwodzie Sliwen, w gminie Sliwen. Według danych szacunkowych Ujednoliconego Systemu Ewidencji Ludności oraz Usług Administracyjnych dla Ludności, 15 czerwca 2020 roku miejscowość liczyła 1 667 mieszkańców.